# Iwan Wasilenko
Iwan Andriejewicz Wasilenko (ros. Иван Андреевич Василенко, ur. 7 listopada 1918 we wsi Siemionowka w obwodzie saratowskim, zm. 16 maja 2000 w Moskwie) – radziecki wojskowy, major, Bohater Związku Radzieckiego (1945).

## Życiorys
Urodził się w rodzinie chłopskiej. W 1937 ukończył technikum finansowo-ekonomiczne w Saratowie, później pracował jako instruktor oddziału gospodarki narodowej rejonu fiodorowskiego, od 1938 służył w Armii Czerwonej. W 1941 ukończył szkołę wojskowo-polityczną, od czerwca 1941 do maja 1945 uczestniczył w wojnie z Niemcami kolejno na Froncie Zachodnim, Centralnym i 1 Białoruskim. Podczas walk obronnych 27 września 1941 został ciężko ranny, 1942-1943 był w oddziałach partyzanckich w obwodzie orłowskim i obwodzie kurskim, od lata 1943 ponownie w armii frontowej. Brał udział w wyzwalaniu Białorusi, zajmowaniu Polski i walkach na terytorium Niemiec, w 1944 ukończył kursy doskonalenia kadry oficerskiej, potem został dowódcą 2 batalionu 102 pułku piechoty 41 Dywizji Piechoty 69 Armii 1 Frontu Białoruskiego w stopniu kapitana. W 1946 został zwolniony do rezerwy w stopniu majora, później pracował jako szef działu administracyjno-gospodarczego w kombinacie materiałów budowlanych w Bielcach w Mołdawskiej SRR, gdzie mieszkał. Po rozpadzie ZSRR przeniósł się do Moskwy.

## Odznaczenia
- Złota Gwiazda Bohatera Związku Radzieckiego (31 maja 1945)
- Order Lenina (31 maja 1945)
- Order Czerwonego Sztandaru (18 maja 1945)
- Order Aleksandra Newskiego (20 października 1944)
- Order Wojny Ojczyźnianej II klasy (1 sierpnia 1944)
- Order Czerwonej Gwiazdy (24 czerwca 1944)
- Medal Partyzantowi Wojny Ojczyźnianej I klasy (1943)
- Medal „Za zdobycie Berlina”
- Medal „Za wyzwolenie Warszawy”

I 3 inne medale.